# Matt Carroll
Matthew John Carroll, detto Matt (Horsham, 28 agosto 1980), è un ex cestista statunitense, professionista nella NBA. È il fratello di Pat Carroll.

## Palmarès
- NBDL MVP (2005)
- All-NBDL First Team (2005)
- Miglior marcatore NBDL (2005)
- Miglior tiratore da tre punti NBDL (2005)